# نايجل بن
نايجل بن (بالإنجليزية: Nigel Benn)‏ مواليد 22 يناير 1964 في لندن الكبرى، إنجلترا، هو ملاكم إنجليزي يصنف ضمن فئة وزن فوق المتوسط. حقق بطولة المجلس العالمي للملاكمة وبطولة منظمة الملاكمة العالمية.

## إحصائيات
خاض خلال مسيرته 48 نزالا، فاز في 42 وتعادل في 1 وخسر في 5. فاز بالضربة القاضية في 35 نزالا.

## روابط خارجية
- نايجل بن على موقع بوكس ريك (الإنجليزية) (registration required)